# ارنان راموس
ارنان راموس (اسپانیایی: Hernán Ramos‎؛ زادهٔ ۲۹ آوریل ۱۹۲۹) بازیکن بسکتبال اهل شیلی بود. وی در بازی‌های المپیک تابستانی ۱۹۵۲ شرکت کرده‌است.